# Lomener
Lomener est un village et un port situé sur la commune de Ploemeur (Morbihan).

## Présentation
Lomener est un village qui fait partie de la commune de Ploemeur. Il possède un petit port, où pendant l'été des bateaux font la navette jusqu'à l'île de Groix.
On y trouve également la chapelle Notre-Dame-de-la-Garde, une ancienne conserverie à sardines.

## Toponymie
Ce toponyme associe loc, lieu consacré, à Meler, Mélar ou Melaer, variante de saint Méloir. Un texte de 1785 évoque une ancienne église vouée au culte de Saint Hilaire.
On trouve les noms suivants : Locmeler (1426, 1446), Lomelair et Kermelair (1446), Locmelaer (1453, 1500), Locqmellair (1636), Locmellair et Lomenair (1682), Locmeler et Locmelair (1683), Lomelair et Lomenair (1719), Locmellair (1726), Lomener (1739, carte de 1755, 1757, 1785, cadastre de 1820).

## Photographies de Lomener

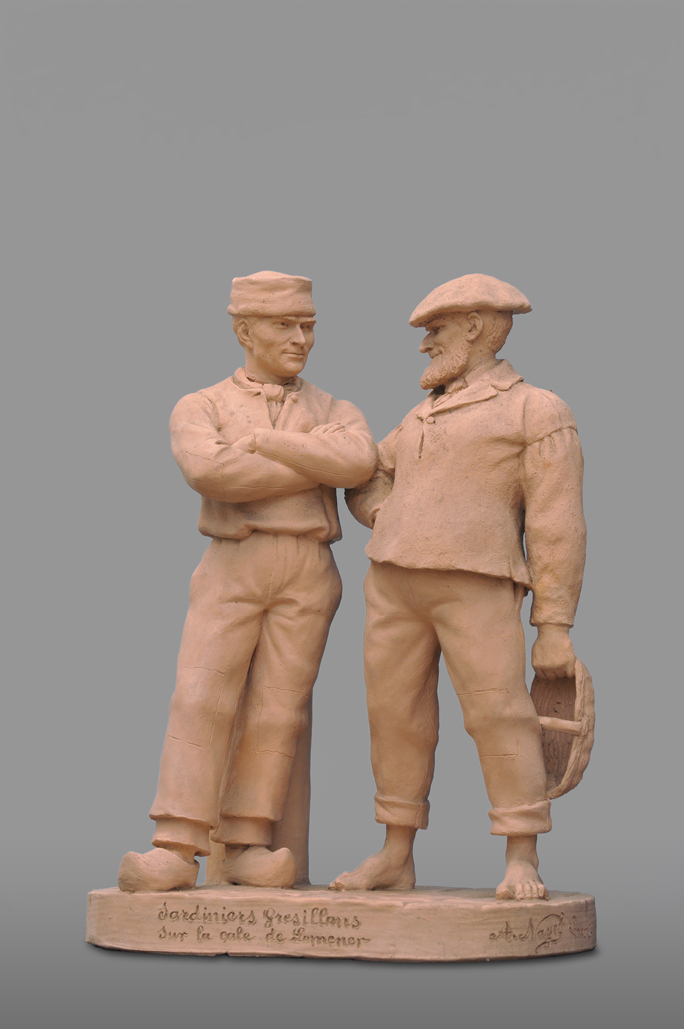
Auguste Nayel : Sardiniers grésillons sur le port de Lomener.
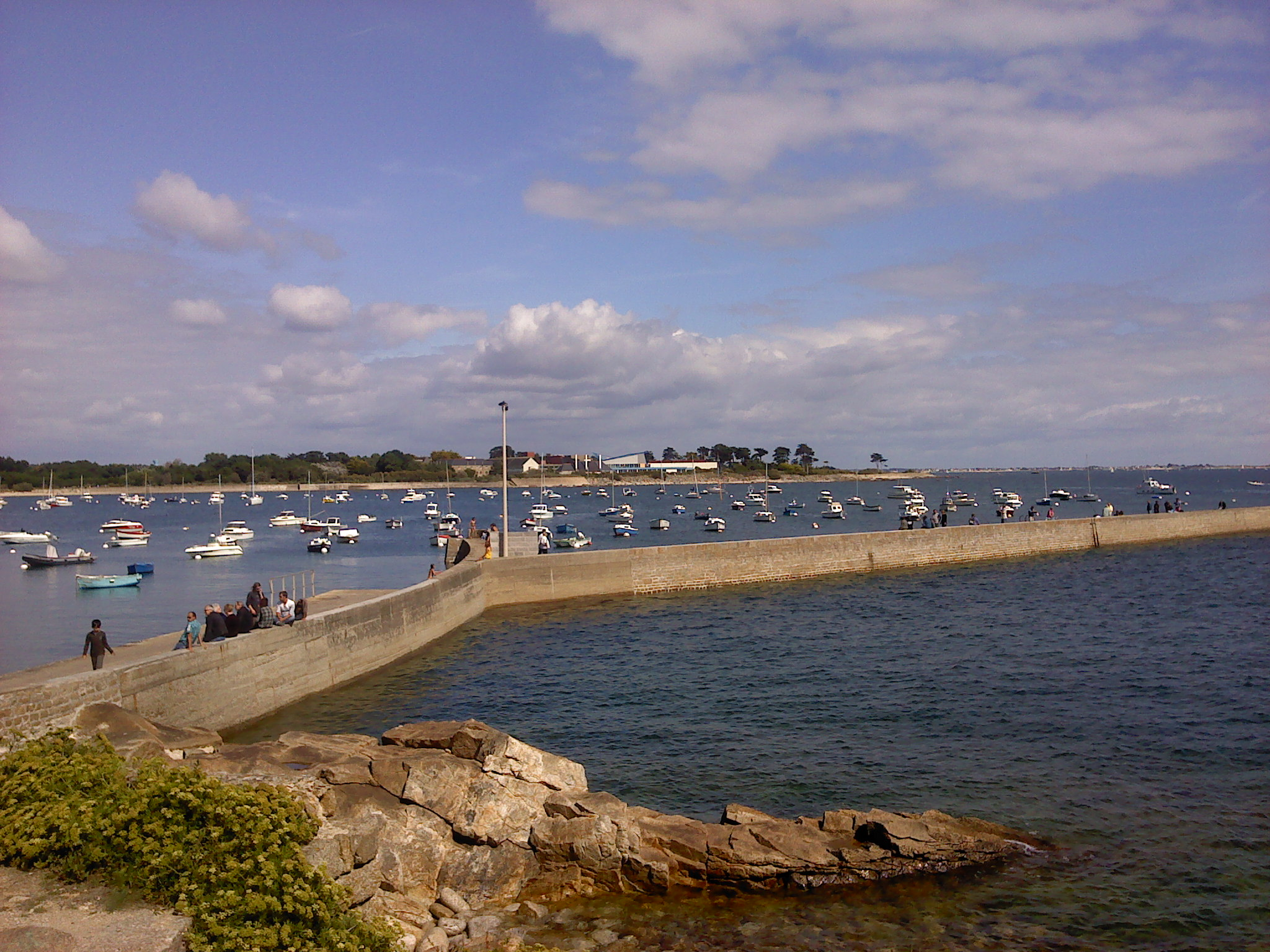
La jetée
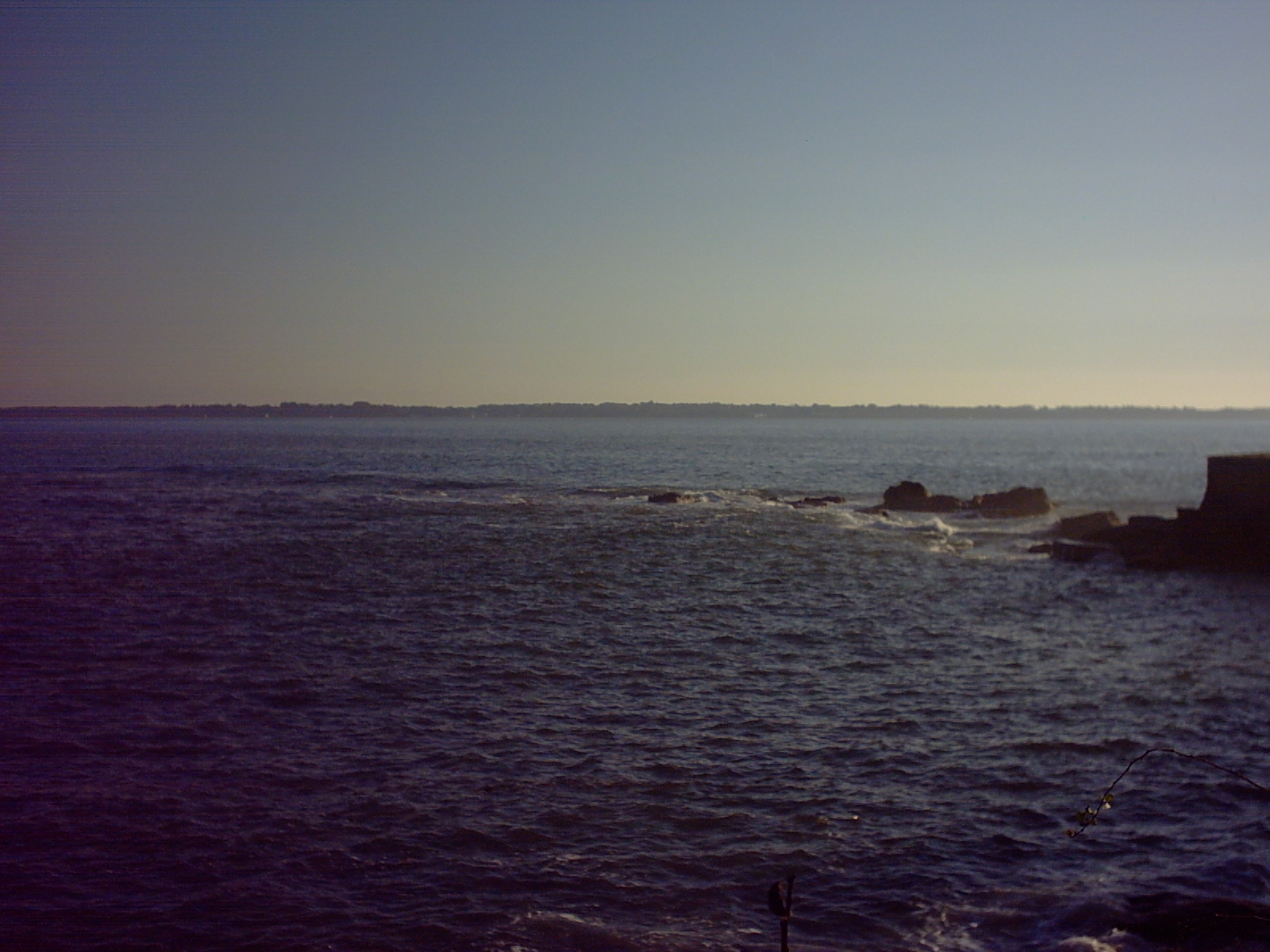
L'île de Groix au large
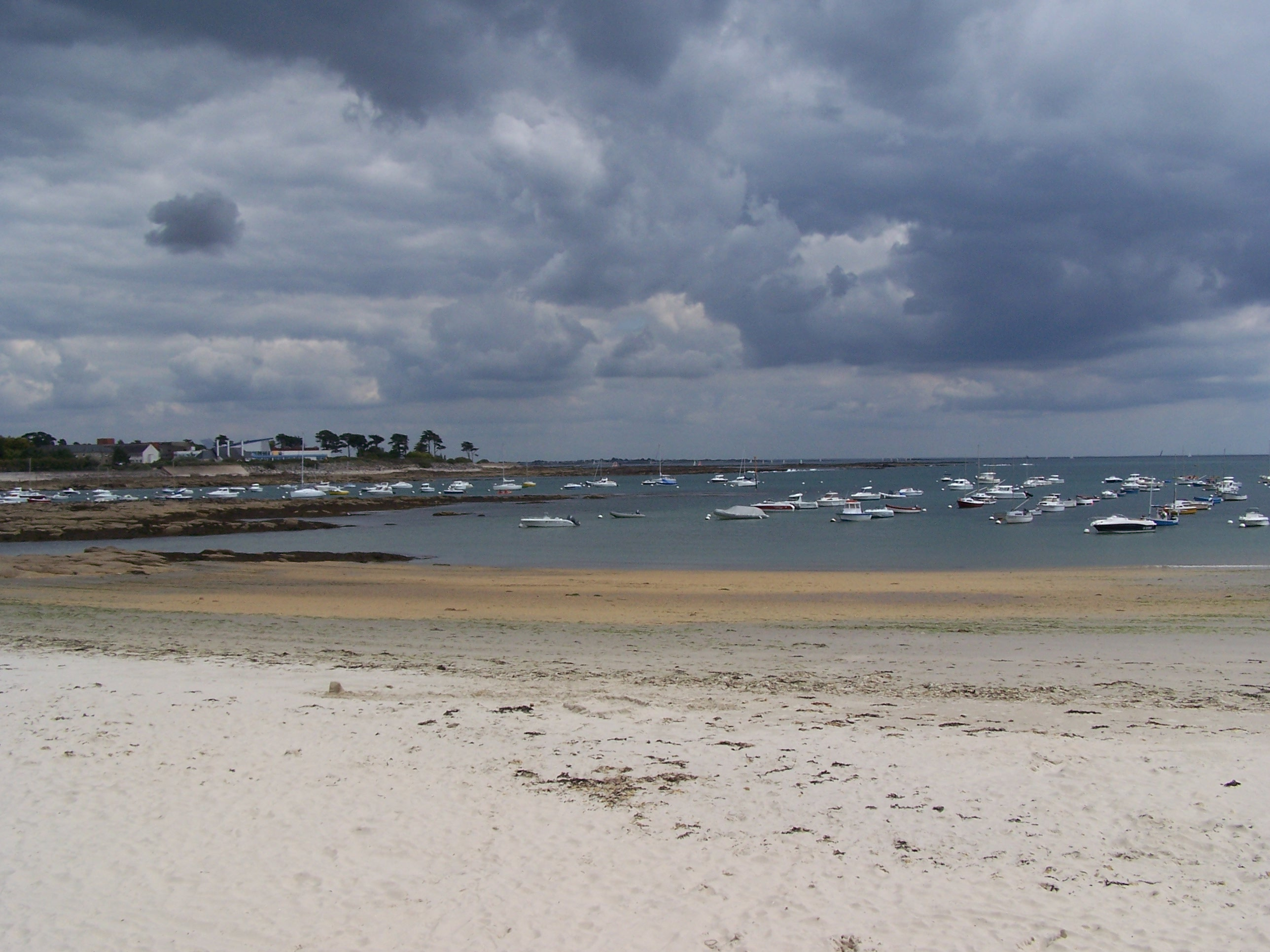
L'anse du Stole

- La dame blanche  : le 20 novembre 2016 le photographe amateur Jean Libert prend des phographies de la mer démontée à Lomener ; un cliché d'une vague déferlante évoquant les formes d'une femme qui danse, surnommée "La dame blanche", a fait le tour des réseaux sociaux[2]. Une autre photo censée aussi représenter cette "dame blanche" a été prise à Lomener en 2016 par François Trinel[3].

### Sources et bibliographie
- Ida Depardieu, « Les sardineries à Lomener du XIXe siècle au XXe siècle », Les cahiers du pays de Ploemeur, no 3,‎ mai 1993, p. 44-47 (ISSN 1157-2574)
- Jo Grenier, « Le littoral de Ploemeur : Cales et digues à Lomener et au Perello », Les cahiers du pays de Ploemeur, no 3,‎ mai 1993, p. 48-51 (ISSN 1157-2574)
- Gilbert le Delliou, « Lomener - Kerroch : Une école née sous la 3e République », Les cahiers du pays de Ploemeur, no 7,‎ décembre 1997, p. 24-36 (ISSN 1157-2574)
- Maryvonne Moy et Yannick Perron, « En marge de la guerre civile espagnole : Lomener, terre d'asile », Les cahiers du pays de Ploemeur, no 8,‎ décembre 1998, p. 36-41 (ISSN 1157-2574)
- Julien Amghar, « La construction portuaire et les activités maritimes du XIXe au XXe siècle », Les cahiers du pays de Ploemeur, no 11,‎ novembre 2001, p. 46-48 (ISSN 1157-2574)
- Yannick Le Verger, « Une enfance à Lomener, ou la vie de Louis Lessart, ancien maire de Ploemeur », Les cahiers du pays de Ploemeur, no 19,‎ décembre 2009, p. 32-36 (ISSN 1157-2574)